# Campionati europei di karate 2009
La 44ª edizione del campionato europeo di karate si è svolta a Zagabria dall'8 al 10 maggio 2009. Vi hanno preso parte 479 karateka.

## Medagliere
| Nazione              | O | A | B |
| -------------------- | - | - | - |
| Spagna               | 4 | 3 | 2 |
| Croazia              | 3 | 0 | 3 |
| Italia               | 2 | 2 | 4 |
| Turchia              | 2 | 1 | 4 |
| Azerbaigian          | 2 | 0 | 2 |
| Russia               | 1 | 2 | 1 |
| Slovacchia           | 1 | 0 | 0 |
| Paesi Bassi          | 1 | 0 | 0 |
| Germania             | 0 | 2 | 2 |
| Grecia               | 0 | 2 | 2 |
| Francia              | 0 | 1 | 6 |
| Inghilterra          | 0 | 1 | 1 |
| Rep. Ceca            | 0 | 1 | 1 |
| Macedonia            | 0 | 1 | 0 |
| Austria              | 0 | 0 | 1 |
| Bosnia ed Erzegovina | 0 | 0 | 1 |
| Romania              | 0 | 0 | 1 |
| Ungheria             | 0 | 0 | 1 |

## Risultati

### Kata
| Posizione | Karateka                   |
| --------- | -------------------------- |
| 1         | Luca Valdesi               |
| 2         | Fernando San Jose Bastante |
| 3         | Vu Duc Minh Dack           |
| 3         | Lucio Maurino              |
| 5         | Jakub Tesárek              |
| 5         | Matej Urík                 |
| 7         | Jonathan Mottram           |
| 7         | Kirils Membo               |

| Posizione | Karateka            |
| --------- | ------------------- |
| 1         | Yaiza Martin Abello |
| 2         | Petra Nová          |
| 3         | Mirna Šenjug        |
| 3         | Sandy Scordo        |
| 5         | Ashleigh Kenny      |
| 5         | Sara Battaglia      |
| 7         | Daria Ippolitova    |
| 7         | Alice Hooper        |

| Posizione | Nazione   |
| --------- | --------- |
| 1         | Italia    |
| 2         | Spagna    |
| 3         | Rep. Ceca |
| 3         | Francia   |
| 5         | Germania  |
| 5         | Serbia    |
| 7         | Macedonia |
| 7         | Polonia   |

| Posizione | Nazione    |
| --------- | ---------- |
| 1         | Spagna     |
| 2         | Germania   |
| 3         | Croazia    |
| 3         | Italia     |
| 5         | Francia    |
| 5         | Serbia     |
| 7         | Montenegro |

### Kumite
| Posizione | Karateka         |
| --------- | ---------------- |
| 1         | Danil Domdjoni   |
| 2         | Matías Gómez     |
| 3         | Michele Giuliani |
| 3         | Ilyas Demir      |
| 5         | Aleš Brůna       |
| 5         | Sofiane Ainine   |
| 7         | Plamen Dikov     |
| 7         | Peter Macko      |

| Posizione | Karateka                |
| --------- | ----------------------- |
| 1         | Niyazi Aliyev           |
| 2         | Dimitrios Triantafyllis |
| 3         | William Rollé           |
| 3         | Thomas Kaserer          |
| 5         | Ádám Kovács             |
| 5         | Yurij Usenok            |
| 7         | Geoffrey Berens         |
| 7         | Szymon Grzywacz         |

| Posizione | Karateka                |
| --------- | ----------------------- |
| 1         | Rafael Aǧhayev          |
| 2         | Luigi Busà              |
| 3         | Georgios Tzanos         |
| 3         | Serkan Yagci            |
| 5         | Oscar Vázquez Martins   |
| 5         | Matija Matijevič        |
| 7         | Diego Davy Vandeschrick |
| 7         | Dániel Simor            |

| Posizione | Karateka           |
| --------- | ------------------ |
| 1         | Timothy Petersen   |
| 2         | Enes Erkan         |
| 3         | Amal Atayev        |
| 3         | Salvatore Loria    |
| 5         | Miroslav Maričević |
| 5         | Christian Grüner   |
| 7         | Alem Kupusovic     |
| 7         | Slobodan Bitevic   |

| Posizione | Karateka           |
| --------- | ------------------ |
| 1         | Alexander Gerunov  |
| 2         | Stefano Maniscalco |
| 3         | Enrico Höhne       |
| 3         | Okay Arpa          |
| 5         | Ibrahim Gary       |
| 5         | Dejan Umicevic     |
| 7         | Nuno Manuel Dias   |
| 7         | Omer Tabakovic     |

| Posizione | Karateka              |
| --------- | --------------------- |
| 1         | Natalia Garcia Suarez |
| 2         | Desiree Christiansen  |
| 3         | Gülderen Celik        |
| 3         | Elena Ponomareva      |
| 5         | Pavla Linhartová      |
| 5         | Vesna Bezgovsek       |
| 7         | Bianca Ellensohn      |
| 7         | Suzana Mirković       |

| Posizione | Karateka             |
| --------- | -------------------- |
| 1         | Jelena Kovačević     |
| 2         | Natasa Ilievska      |
| 3         | Gema Alias Fernandez |
| 3         | Stefania Sandu       |
| 5         | Aneta Markušová      |
| 5         | Ulrike Öckl          |
| 7         | Marta Szymczak       |
| 7         | Oksana Yashchyshyn   |

| Posizione | Karateka                |
| --------- | ----------------------- |
| 1         | Eva Medveďová Tulejová  |
| 2         | Natalie Williams        |
| 3         | Mirsada Suljkanović     |
| 3         | Lolita Dona             |
| 5         | Fruzsina Lassingleitner |
| 5         | Maria Sobol             |
| 7         | Laura Pasqua            |
| 7         | Anita Serogina          |

| Posizione | Karateka             |
| --------- | -------------------- |
| 1         | Petra Volf           |
| 2         | Tiffany Fanjat       |
| 3         | Irene Colomar Costa  |
| 3         | Vassiliki Panetsidou |
| 5         | Roberta Minet        |
| 5         | Hüsniye Güler        |
| 7         | Tamara Filipovic     |
| 7         | Lucia Povalačová     |

| Posizione | Karateka                |
| --------- | ----------------------- |
| 1         | Yildiz Aras             |
| 2         | Evgenija Podborodnikova |
| 3         | Ana-Marija Čelan        |
| 3         | Katie Hurry             |
| 5         | Merima Softić           |
| 5         | Cristina Feo Gomez      |
| 7         | Alexia Karypidou        |
| 7         | Ivana Filipovic         |

| Posizione | Nazione     |
| --------- | ----------- |
| 1         | Turchia     |
| 2         | Grecia      |
| 3         | Azerbaigian |
| 3         | Francia     |
| 5         | Spagna      |
| 5         | Montenegro  |
| 7         | Croazia     |
| 7         | Svizzera    |

| Posizione | Nazione    |
| --------- | ---------- |
| 1         | Spagna     |
| 2         | Russia     |
| 3         | Ungheria   |
| 3         | Germania   |
| 5         | Croazia    |
| 5         | Slovacchia |
| 7         | Turchia    |
| 7         | Grecia     |